# Tarte à la Mode
La tarte à la Mode (Pie à la Mode) est un dessert américain.

## Description
Le dessert consiste en une tarte sucrée servie avec de la crème glacée.
Elle aurait été inventée au Cambridge Hotel de Cambridge dans le comté de Washington (État de New York) dans les années 1890.